# Abrucena (kommunhuvudort)
Abrucena är en kommunhuvudort i Spanien.   Den ligger i provinsen Provincia de Almería och regionen Andalusien, i den södra delen av landet, 400 km söder om huvudstaden Madrid. Abrucena ligger 988 meter över havet och antalet invånare är 1 379.
Terrängen runt Abrucena är kuperad åt nordost, men åt sydväst är den bergig.Runt Abrucena är det ganska glesbefolkat, med 23 invånare per kvadratkilometer. Närmaste större samhälle är Fiñana, 5,8 km nordväst om Abrucena. 